# Batalion KOP „Sienkiewicze”

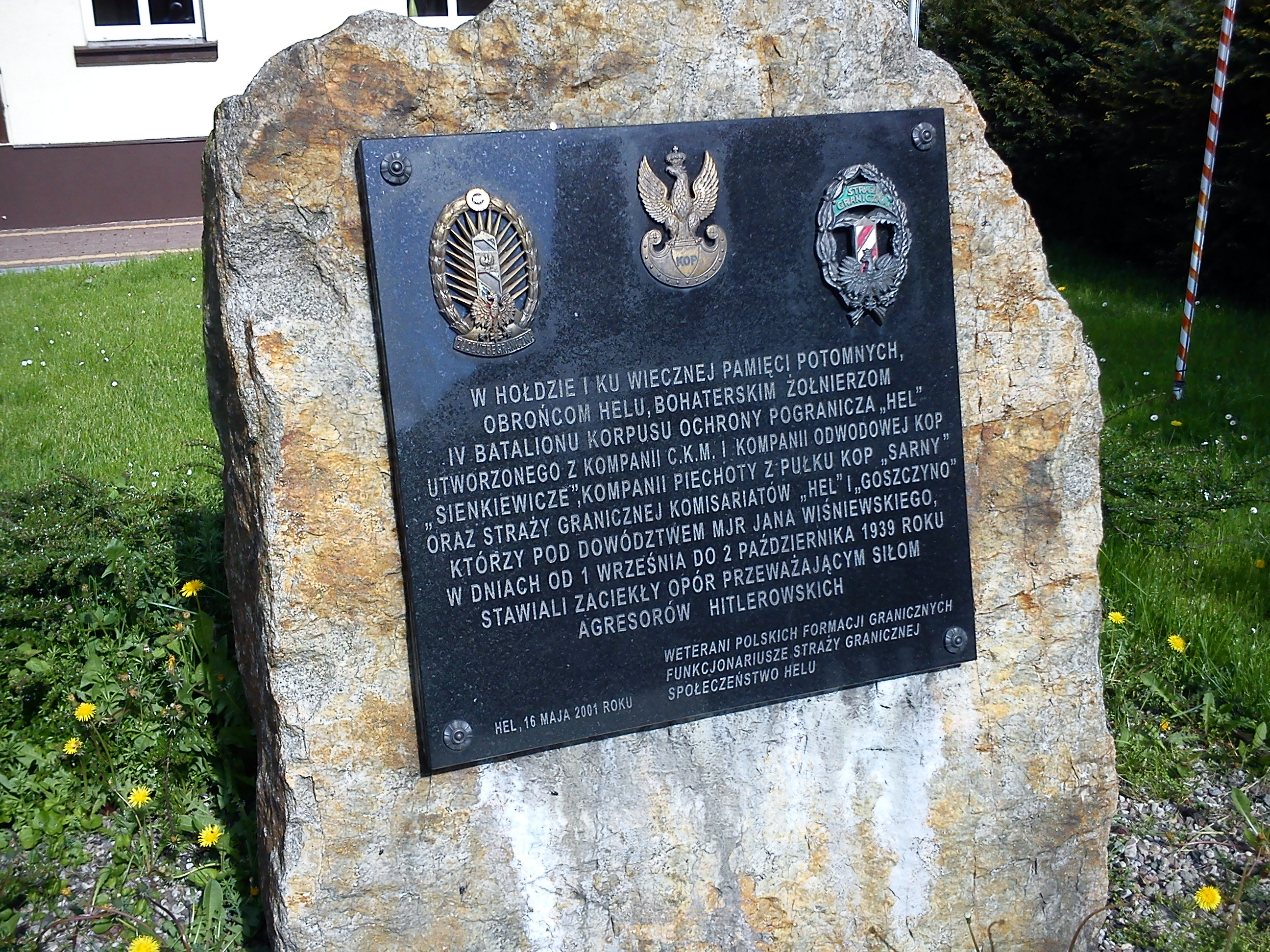
Głaz z tablicą pamiątkową przy ul. Wiejskiej w Helu

Batalion KOP „Sienkiewicze” – pododdział piechoty, podstawowa jednostka taktyczna Korpusu Ochrony Pogranicza.

## Formowanie i zmiany organizacyjne
Na posiedzeniu Politycznego Komitetu Rady Ministrów, w dniach 21–22 sierpnia 1924, zapadła decyzja powołania Korpusu Wojskowej Straży Granicznej. 12 września 1924 Ministerstwo Spraw Wojskowych wydało rozkaz wykonawczy w sprawie utworzenia Korpusu Ochrony Pogranicza, a 17 września instrukcję określającą jego strukturę. Na podstawie rozkazu L.dz. 1600/Tjn./OdeB/25 ministra spraw wojskowych generała dywizji Władysława Sikorskiego ze stycznia 1925, został sformowany 16 batalion graniczny.
Termin sformowania batalionu został określony na dzień 1 marca 1925, natomiast gotowość do obsadzenia granicy i rozwinięcia ugrupowania na dzień 12 marca 1925. Jednostką formującą był 84 pułk piechoty . Dowództwo batalionu zostało rozmieszczone w miejscowości Sienkiewicze.
Batalion wchodził w skład 5 Brygady Ochrony Pogranicza i ochraniał odcinek granicy polsko-radzieckiej na obszarze ówczesnego województwa poleskiego.
Z dniem 25 lutego 1925 major Bogusław Kunc został przeniesiony z Departamentu I Piechoty Ministerstwa Spraw Wojskowych do Korpusu Ochrony Pogranicza na stanowisko dowódcy 16 batalionu granicznego. Długość ochranianego przez batalion odcinka granicy wynosiła 87 kilometrów, przeciętna długość pododcinka kompanijnego to 29 kilometrów, a strażnicy 6 kilometrów. Odległość dowództwa batalionu od dowództwa brygady wynosiła 17 kilometrów.
W lipcu 1929 przyjęto zasadę, że bataliony przyjmą nazwę miejscowości będącej miejscem ich stacjonowania. Obok nazwy geograficznej, do 1931 stosowano również numer batalionu. W tym czasie batalion na uzbrojeniu posiadał 838 karabinów Mauser wz. 1898, 49 lekkich karabinów maszynowych Bergmann wz. 1915 i 8 ciężkich karabinów maszynowych Maxim wz. 1908.
W wyniku reorganizacji batalionu w 1931, w miejsce istniejących plutonów karabinów maszynowych, utworzono kompanię karabinów maszynowych. Rozwinięto też kadry kompanii szkolnej do pełnoetatowej kompanii odwodowej. Po przeprowadzonej reorganizacji „R.2” batalion składał się z dowództwa batalionu, plutonu łączności, kompanii karabinów maszynowych, kompanii odwodowej i trzech kompanii granicznych.
W listopadzie 1936 batalion etatowo liczył 20 oficerów, 71 podoficerów, 24 nadterminowych i 599 żołnierzy służby zasadniczej.
Rozkazem dowódcy KOP z 23 lutego 1937 została zapoczątkowana pierwsza faza reorganizacji Korpusu Ochrony Pogranicza „R.3”. Batalion otrzymał nowy etat. Był jednostką administracyjną dla dowództwa Brygady KOP „Polesie”, III rejony intendentury KOP, placówki wywiadowczej KOP nr 6, plutonu żandarmerii KOP „Łachwa”, posterunku żandarmerii przy brygadzie KOP „Polesie”, komendy powiatu pw KOP „Łuniniec” i drużyny plutonu telegraficznego KOP. W wyniku realizacji drugiej fazy reorganizacji KOP latem 1937 przesunięto strażnicę „Jaśkowicze” dotychczasowej 1 kompanii granicznej „Rachowicze” batalionu „Ludwikowo” do 2 kompanii granicznej „Grabów” batalionu KOP „Sienkiewicze”. Budynki likwidowanej strażnicy „Jelno” nakazano rozebrać i wykorzystać do odbudowy spalonej strażnicy „Wilcza”.
Zarządzenie dowódcy KOP gen. bryg. Jana Kruszewskiego w sprawie zmian w kwatermistrzostwie KOP, dniem 1 kwietnia 1939 utworzono w batalionie etat I zastępcy w stopniu majora.
Z dniem 15 maja 1939 batalion stał się oddziałem gospodarczym. Stanowisko kwatermistrza batalionu przemianowane zostało na stanowisko II zastępcy dowódcy batalionu do spraw gospodarczych, płatnika na stanowisko oficera gospodarczego, zastępcy oficera materiałowego dla spraw uzbrojenia na zbrojmistrza, zastępcy oficera materiałowego dla spraw żywnościowych na oficera żywnościowego.
W maju 1939 kompania odwodowa i kompania ckm baon KOP „Sienkiewicze” zostały wysłane na Półwysep Helski, gdzie weszły w skład nowo tworzonego batalionu KOP „Hel”.
Po odejściu pododdziałów przeznaczonych dla Rejonu Umocnionego Hel batalion został uzupełniony rezerwistami i składał się z trzech kompanii granicznych. Batalion wszedł w skład Brygady KOP „Polesie”. Po odtworzeniu, batalion ochraniał granicę z ZSRR o długości 108,210 km. Od 17 września 1939 brał udział w obronie ówczesnej wschodniej granicy państwa przed sowieckim agresorem.

## Służba graniczna
Batalion graniczny był podstawową jednostką taktyczną Korpusu Ochrony Pogranicza przeznaczoną do pełnienia służby ochronnej na powierzonym mu odcinku granicy polsko-radzieckiej, wydzielonym z pasa ochronnego brygady. Odcinek batalionu dzielił się na pododcinki kompanii, a te z kolei na pododcinki strażnic, które były „zasadniczymi jednostkami pełniącymi służbę ochronną”, w sile półplutonu. Służba ochronna pełniona była systemem zmiennym, polegającym na stałym patrolowaniu strefy nadgranicznej i tyłowej, wystawianiu posterunków alarmowych, obserwacyjnych i kontrolnych stałych, patrolowaniu i organizowaniu zasadzek w miejscach rozpoznanych jako niebezpieczne, kontrolowaniu dokumentów i zatrzymywaniu osób podejrzanych, a także utrzymywaniu ścisłej łączności między oddziałami i władzami administracyjnymi. Batalion graniczny KOP „Sienkiewicze” w 1934 ochraniał odcinek granicy państwowej szerokości 93 kilometrów 165 metrów
W 1937 ustalono dla batalionu następujący podział ochranianego odcinka granicy państwowej:
- granica północna: odcinek likwidowanej strażnicy „Wielki Las” 1 kompanii granicznej „Rachowicze” baonu „Ludwikowo”.

Po odtworzeniu w 1939, batalion ochraniał granicę długości 108 kilometrów 210 metrów.
Bataliony sąsiednie:
- 15 batalion KOP „Ludwikowo” ⇔ 17 batalion KOP „Dawidgródek”

## Walki batalionu
Walki o strażnice:

Strzegący granicy batalion graniczny ppłk. Jana Dyszkiewicza 17 września 1939 rozpoczął walki z atakującymi strażnice pododdziałami 17. i 18 Oddziału Wojsk Pogranicznych NKWD. 2 kompania „Grabów” atakowana była przez pododdziały 17 Oddziału Wojsk Pogranicznych przy wsparciu pododdziałów 4 Armii. Po krótkich walkach do 7:35 padły strażnice „Jaśkowicze” i „Morocz”. Sztab kompanii i strażnica „Grabów” o 8:00 przestały istnieć. Do niewoli dostał się dowódca kompanii kpt. Kazimierz Tomasz Grabowski. Część żołnierzy wycofała się do Łachwy.
Dowództwo i pododdziały 1 kompanii „Pieszczaniki” zostały zniszczone do godziny 7:35 17 września. Załogi strażnic 3 kompanii granicznej „Lenin” opuściły strażnice i dołączyły do sił głównych batalionu.
W walkach odwrotowych z Armią Czerwoną:

Na wiadomość o wkroczeniu Armii Czerwonej, dowódca KOP gen. bryg. Wilhelm Orlik-Rückemann wydał 17 września w Dawidgródku rozkaz stawienia oporu i jednoczesnej koncentracji batalionów na zapleczu fortyfikacji na rzece Słucz, w rejonie Moroczna, Lubieszowa i Siedliszcza. Koncentracja miała być realizowana pod osłoną fortyfikacji obsadzonych przez pułk KOP „Sarny”.
Rano 20 września baon KOP „Sienkiewicze”, przeszedł most kolejowy na Pinie. Wycofujące się połączone baony KOP „Kleck” i „Ludwikowo” zostały zaatakowane przez pododdziały 205 pułku strzeleckiego 52 DS pod Osową. Z pomocą zaatakowanym baonom przyszedł baon KOP „Sienkiewicze”. Współdziałając z baonem „Kleck”, odrzucił w zaciętej walce atakujące pododdziały sowieckie w kierunku na Duboj, otwierając sobie drogę dalszego marszu. Po walce pod Osową, niszcząc przeprawy pod Wujwiczami na Stuble, batalion osiągnął późnym wieczorem 20 września Kłodno a 22 września Morocznę.
Ostatecznie, w rejonie Kuchecka Wola-Kuchcze-Chrapin-Moroczno, zebrało się około 8700 żołnierzy, w tym blisko 300 oficerów. Na podstawie rozkazu gen. bryg. Orlika-Rückemanna powstało tu improwizowane Zgrupowanie KOP. Batalion wszedł w jego skład.

## Struktura organizacyjna
Kompanie graniczne w 1930:
- 2 kompania graniczna KOP „Grabów”
- 3 kompania graniczna KOP „Lenin”

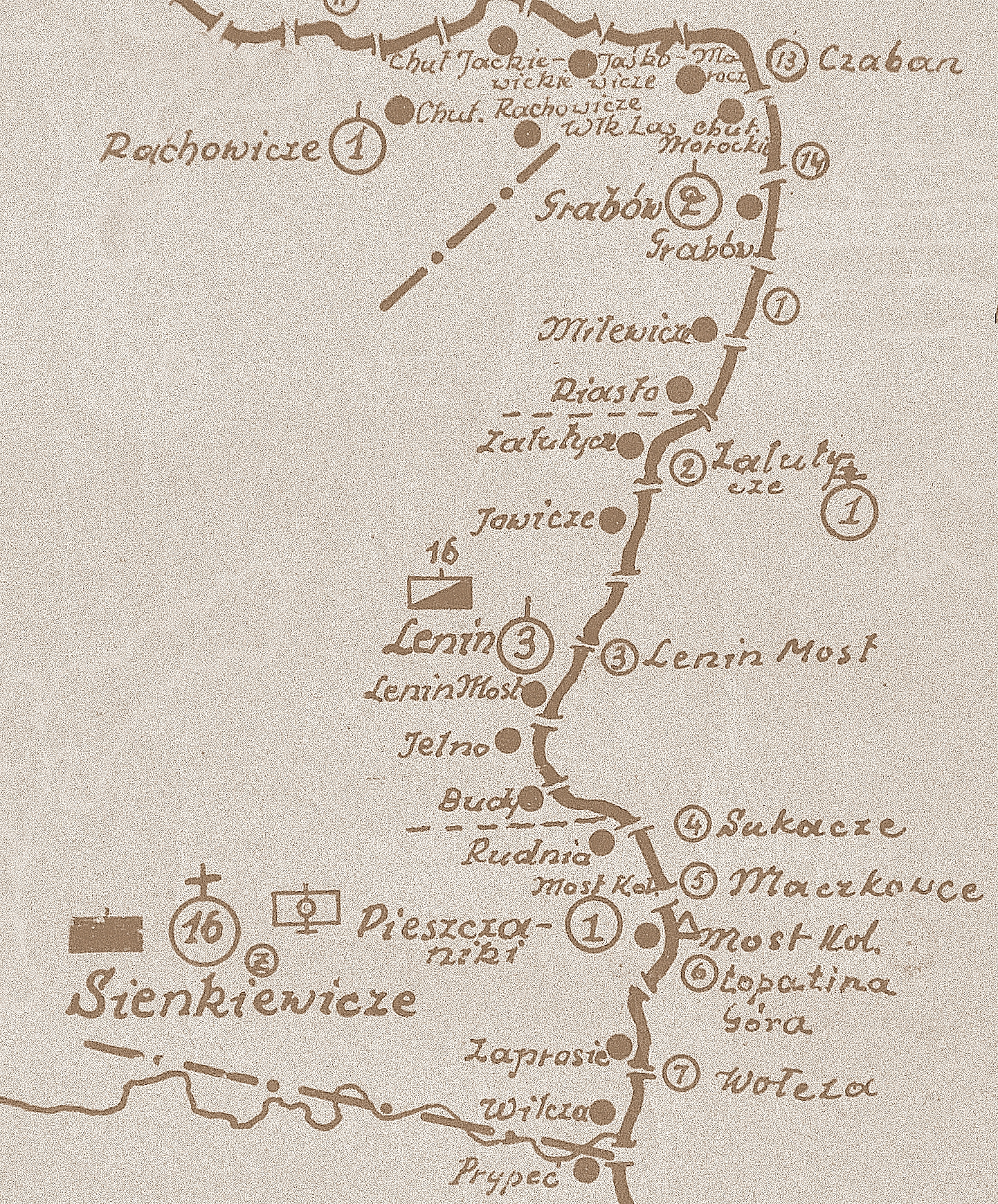
Rozmieszczenie batalionu KOP „Sienkiewicze” w 1931

- 1 kompania graniczna KOP „Pieszczaniki”

Organizacja batalionu w 1934:
- dowództwo batalionu
- pluton łączności
- kompania odwodowa
- kompania karabinów maszynowych
- 1 kompania graniczna KOP „Pieszczaniki”
- 2 kompania graniczna KOP „Grabów”
- 3 kompania graniczna KOP „Lenin”

| Struktura organizacyjna w 1937 - dowództwo batalionu - 1 kompania graniczna „Grabów” - strażnica KOP „Morocz” - strażnica KOP „Huty Morockie” - strażnica KOP „Milewicze” - strażnica KOP „Raśno” - strażnica KOP „Zalutycze” - 2 kompania graniczna „Lenin” - strażnica KOP „Jowicze” - strażnica KOP „Jelno” - strażnica KOP „Budy” - 3 kompania graniczna „Mikaszewicze” - strażnica KOP „Rudnia” - strażnica KOP „Most” - strażnica KOP „Piszczawki” - strażnica KOP „Zaprosie” - strażnica KOP „Wilcza” | Odtworzona struktura organizacyjna w 1939 - dowództwo batalionu - pluton łączności - 1 kompania graniczna KOP „Pieszczaniki” - 2 kompania graniczna KOP „Grabów” - 3 kompania graniczna KOP „Lenin” |

## Kadra batalionu
| Dowódcy batalionu |                       |                          |                             |
| stopień           | imię i nazwisko       | okres pełnienia służby   | kolejne stanowisko          |
| mjr / ppłk piech. | Bogusław Kunc         | 25 II 1925 – X 1927      | dowódca 29 baonu odwodowego |
| mjr / ppłk piech. | Stanisław Hojnowski   | X 1927 – 1 IV 1932       | zastępca dowódcy 15 pp      |
| mjr piech.        | Franciszek Rodziewicz | 23 III 1932 – 28 VI 1933 | dowódca baonu 79 pp         |
| mjr piech.        | Piotr Frankowski      | 26 VI 1933 – 1 VIII 1935 | komendant PKU Kraków Miasto |
| mjr / ppłk piech. | Jan Dyszkiewicz       | 21 IX 1935 – IX 1939     |                             |

Obsada personalna w październiku 1928 :
- dowódca batalionu – mjr Stanisław Hojnowski
- adiutant batalionu – por. Adam Szydłowski
- kwatermistrz – mjr Franciszek Zabiegaj
- płatnik – por. Oktawian Wyhowski
- oficer żywnościowy – por. Jan Wąsik
- oficer administracyjny – por. Edward Grabałowski
- oficer wywiadowczy – kpt. Mieczysław Ostrowski
- lekarz – kpt. Bolesław Gałziński
- oficer łączności – por. Henryk Niedziałkowski
- dowódca kompanii szkolnej – kpt. Rajmund Wieńcza
- dowódca 1 kompanii granicznej – kpt. Jan Tomicki
- dowódca 2 kompanii granicznej – kpt. Michał Przybysz
- dowódca 3 kompanii granicznej – p.o. por Józef Arkuszewski

Obsada personalna w październiku 1934 :
- dowódca batalionu – mjr Piotr Frankowski
- adiutant batalionu – por. Józef Marciniec
- kwatermistrz – kpt. Władysław Majerski
- oficer materiałowy – por. Józef Wyborski
- płatnik – por. Józef Nowicki
- lekarz – kpt. Jakub Jurasz
- dowódca plutonu łączności – por. Stanisław Zięba
- dowódca kompanii odwodowej – por. Michał Mordwiłko
- dowódca kompanii karabinów maszynowych – kpt. Piotr Przybylski
- dowódca 1 kompanii granicznej – kpt. Henryk Nechwilla
- dowódca 2 kompanii granicznej – kpt. Ludwik Szymański
- dowódca 3 kompanii granicznej – kpt. Józef Witkowski
- komendant powiatowy PW „Łuniniec”– por. Jan Wąsik

Obsada personalna batalionu w marcu 1939
- dowódca batalionu – ppłk piech. Jan Dyszkiewicz[d]
- adiutant batalionu – kpt. piech. Zbigniew Rogawski[e]
- kwatermistrz – kpt. piech. Stefan Jesionek
- lekarz – mjr lek. dr Ignacy Michał Reiwer
- dowódca 1 kompanii granicznej – kpt. piech. Stefan Henryk Karyszkowski[f]
- dowódca 2 kompanii granicznej – kpt. piech. Jan Połowińczak[g]
- dowódca plutonu – por. Jan Pietrzykowski †1940 Charków[51]
- dowódca 3 kompanii granicznej – kpt. piech. Roman Rogziński[h]
- dowódca kompanii odwodowej – kpt. piech. Stanisław Michniewski[i]
- dowódca plutonu – por. piech. Stanisław Sławomir Lindner
- dowódca kompanii karabinów maszynowych – kpt. piech. Zbigniew Braniecki (od maja 1939 por. Zbigniew Stanisław Braustein[j])